# Ricky Martin (album, 1991)
Albums de Ricky Martin
Me amarás
(1993)
Singles
1. Fuego contra fuego
Sortie : 24 juin 1991
2. El amor de mi vida
Sortie : 2 septembre 1991
3. Vuelo
Sortie : 13 janvier 1992
4. Dime que me quieres
Sortie : 6 avril 1992
5. Susana
Sortie : 3 août 1992
6. Juego de ajedrez
Sortie : 5 octobre 1992
7. Ser feliz
Sortie : 4 janvier 1993

Ricky Martin est le premier album studio du chanteur portoricain Ricky Martin, sorti en 1991.

## Liste des pistes
| No  | Titre               | Auteur                                        | Durée |
| --- | ------------------- | --------------------------------------------- | ----- |
| 1.  | Fuego contra fuego  | - Carlos Gómez - Mariano Pérez                | 4:13  |
| 2.  | Dime que me quieres | Frances Lay                                   | 3:14  |
| 3.  | Vuelo               | - Fernando Riba - Kiko Campos                 | 3:58  |
| 4.  | Conmigo nadie puede | - Michael Sullivan - Paulo Massadas           | 3:17  |
| 5.  | Te voy a conquistar | - Sullivan - Massadas                         | 4:15  |
| 6.  | Juego de ajedrez    | Manuel Pacho                                  | 2:43  |
| 7.  | Corazón entre nubes | - Carlos Colla - Marcos Valle                 | 3:39  |
| 8.  | Ser feliz           | - Sullivan - Massadas                         | 4:38  |
| 9.  | El amor de mi vida  | Eddie Sierra                                  | 4:56  |
| 10. | Susana              | - Caroline Bogman - Ferdy Lancee - Mark Foggo | 4:54  |
| 11. | Popotitos           | Larry Williams                                | 3:17  |